# 2003년 전주국제영화제
제4회 전주국제영화제는 2003년 4월에 개최된 영화제이다. 전북대문화관,프리머스 2.3관, 아카데미아트홀 3관, 씨네시티코리아 1관,전북대문화관 내 건지아트홀에서 개최되었으며 사회자는 문소리이다.

## 수상 및 후보

### 우석상
- 입학시험 - 나세르 라파예 수상

### JIFF 최고인기상
- 스파이더 - 데이비드 크로넨버그 수상

### JJ-Star상
- 기묘한 동거 - 마크 오티커 수상

### 디지털 삼인삼색
- 다프 - 바흐만 고바디
- 디지털 탐색 - 박기용
- 처마 밑의 부랑아처럼 - 아오야마 신지

### 월드 시네마스케이프
- 르네 - 알랭 카발리에
- 마지막 편지 - 프레더릭 와이즈먼
- 살로메 - 카를로스 사우라
- 트릴로지 I : 어메이징 커플 - 루카스 벨보
- 기다림 - 알도 게레이
- 마라톤 - 아미르 나데리
- 밤을 걸고 - 김수진
- 보리울의 여름 - 이민용
- 블루 - 이정국
- 살아있는 영혼들 - 김춘송
- 스파이더 - 데이빗 크로넨버그
- 시티 오브 갓 - 페르난도 메이렐레스
- 올 더 리얼 걸스 - 데이빗 고든 그린
- 이중간첩 - 김현정
- 초승달과 밤배 - 장길수
- 콰이어트아메리칸 - 필립 노이스
- 텐 - 압바스 키아로스타미
- 투 - 베르너 슈로에터
- 투린에서의 니체의 나날들 - 훌리오 브레사네
- 트릴로지 II : 도망자 - 루카스 벨보
- 한쪽 날개로 날다 - 아소카 한다가마
- 디저티드 스테이션 - Alireza Raisian

### 시네마페스트 영화궁전
- 개구리 왕자 - 다그마르 히르츠
- 스튀레와 피카소의 모험 - 페르 욜린
- 차스키-영원한 친구 - 에디 토마스 피터슨

### 시네마페스트 불면의 밤
- 그녀와 그 - 하니 스스무
- 노 텔링 - 래리 페슨덴
- 베다스 시네마 - 아이작 줄리앙
- 베니의 비디오 - 미카엘 하네케
- 불량소년 - 하니 스스무
- 샤프트 - 고든 파크스
- 스위트 스위트백스 배다스 송 - 멜빈 반 피블스
- 우연의 연대기에 관한 71개의 단편 - 미카엘 하네케
- 웬디고 - 래리 페슨덴
- 일곱 번째 대륙 - 미카엘 하네케
- 첫사랑-지옥편 - 하니 스스무
- 코피 - 잭 힐
- 해빗 - 래리 페슨덴

### 시네마페스트 야외상영
- 국화꽃 향기 - 이정욱
- 굳세어라 금순아 - 현남섭
- 남자 태어나다 - 박희준
- 지구를 지켜라 - 장준환
- 품행 제로 - 조근식
- 하늘 정원 - 이동현
- YMCA 야구단 - 김현석

### 디지털스펙트럼
- 기묘한 동거 - 마크 오티커

### 두개의 초상
- 마리우스 프론트
- 미지의 구름 - 리처드 실번즈
- 보키에 관하여 - 랍 데 마지에르 외1명
- 살얼음 - 미하일 브라신스키
- 소녀 - 벤야민 투섹
- 소피 - 미카엘 호프만
- 아사쿠사 키드 - 시노자키 마코토
- 애니매트릭스 - 릴리 워쇼스키
- 이건 사랑 노래가 아니야 - 빌 엘트링검
- 비잉 라이트 - 장 마크 바
- 켄 파크 - 래리 클락 외1명
- 테크노러스트 - 린 허쉬먼 리즌

### 한국영화: 충돌과 지속
- 맹 - 고호빈

### 한국단편의 선택: 비평가주간
- 과부아 상태에 빠지다 - 도내리
- 기억, 발꿈치를 들다 - 강경훈
- 길목 - 유상곤
- 레슨 - 신은영
- 미안합니다 - 박명랑
- 미친 김치 - 강지이
- 바다를 간직하며 - 원
- 빛 속의 휴식 - 채기
- 빨간 모자 - 이창석
- 생산적 활동 - 오점균
- 샴 하드 로맨스 - 김정구
- 애절한 운동 - 채기
- 엄마의 사랑은 끝이 없어라 - 김정구
- 여름 이야기 - 안주영
- 이효종씨 가족의 저녁식사 - 정희성
- 전기공들 - 정서경
- 체온 - 유상곤
- 초촌면 신암리 - 오점균
- 헤어맨 - 심용성

### 전주소니마주
- 잔 다르크의 수난 - 칼 테오도르 드레이어

### 마스터 클래스
- 쉿,조용히! - 로랑스 페레라 바르보자
- 모던 라이프 - 로랑스 페레라 바르보자
- 민경고사 - 닝 잉
- 보통사람들에겐 예외가 없다 - 로랑스 페레라 바르보자
- 아이 러브 베이징 - 닝 잉
- 즐거움을 위하여 - 닝 잉
- 지긋지긋한 사랑 - 로랑스 페레라 바르보자

### 디지털 필름 워크숍
- 미끄럼을 타다 - 넥스트
- 옵스쿠라 칸타빌레 - 모놀로그
- 퀵 서비스 - 테이크 넘버 원
- 회색 그림자 - 인디 파이브

### 아시아 독립영화 포럼
- 가랑비의 노래 - 리엔 친화
- 나쁜 녀석들 - 후루마야 토모유키
- 주화창 - 박귀정
- 미안해 - 토가시 신
- 내 형제, 실크 로드 - 마랏 사룰루
- 오른쪽의 천사 - 잠쉐드 우스마노프
- 웰컴 투 데스티네이션 상하이 - 앤드류 정
- 이산 스페셜 - 소나쿤 밍몽콜
- 입학시험 - 나세르 라파예
- 잇카 - 카와이 아키라
- 지스탄 - 레자 소바니
- 치킨 포에츠 - 맹 징휘
- 카쿠토 - 이세야 유스케
- 플라스틱 트리 - 어일선

### 오마주
- 검은 신, 하얀 악마 - 글라우버 로샤
- 고뇌하는 땅 - 글라우버 로샤
- 지구의 나이 - 글라우버 로샤
- 바라벤토 - 글라우버 로샤
- 뱀파이어 - 칼 테오도르 드레이어
- 죽음의 안토니오 - 글라우버 로샤